# Jean Ersfeld
Jean Ersfeld (* 1953 im Ösling Luxemburg) ist ein luxemburgischer Politiker.

## Leben
Bis zu seinem Konkurs am 8. November 2000 durch das Diekircher Handelsgericht, war Jean Ersfeld als Milchmann in Medernach tätig, wo er zu einer lokalen Persönlichkeit avancierte. Nebenbei zieht es in als Markthändler durch Stadt und Land. Er wohnte in Hoscheid, dann im luxemburgischen Perl. Er ist ein gebürtiger Öslinger.

## Politik
In politische Erscheinung trat Jean Ersfeld als Kandidat der déi Lénk bei den Parlamentswahlen am 13. Juni 1999, auf deren Liste er 392 Stimmen erzielte.
Nachdem er nicht ins Parlament gewählt worden war, entschied er sich eine eigene Partei zu gründen. Am 24. Oktober 2003 gründete er daraufhin zusammen mit dem LCGB-Gewerkschafter Mathias Didier in Rollingen die Fräi Partei Lëtzebuerg (dt. „Freie Partei Luxemburg“). Seine Partei verortete man politisch im liberal-demokratischen Spektrum, teils jedoch auch als rechtskonservativ. Die Partei trat bei den Parlamentswahlen am 13. Juni 2004 an, kandidierte jedoch nur im Norden Luxemburgs. Dabei erzielte die Partei im Norden lediglich 0,69 % aller Stimmen (1.925 Einzelstimmen), bzw. 0,12 % aller Stimmen auf nationaler Ebene, womit der Einzug ins Parlament scheiterte. Damit verlor die Partei weitestgehend an Bedeutung, weshalb sie nicht mehr bei der Parlamentswahl vom 7. Juni 2009 kandidierte.
Stattdessen kandidierte Ersfeld bei den Parlamentswahlen am 7. Juni 2009 auf der Biergerlëscht (dt. „Bürgerliste“) seines Freundes Aly Jaerling für den Bezirk Norden als Spitzenkandidat, sowie gleichen Jahres, für die Europawahlen 2009. Er konnte sich als Listenstärkster im Norden behaupten, wo er 351 Stimmen erzielte, was jedoch erneut nicht für den Einzug ins Parlament ausreichte.
Anschliessend wurde Ersfeld Mitglied der déi Konservativ des Politikers Joe Thein und kandidierte bei den Parlamentswahlen am 14. Oktober 2018 auf dessen Liste, wo er 348 Stimmen erzielte.